# Flaga Irbitu
Flaga Irbitu (ros: Флаг Ирбита) – jest oficjalnym symbolem rosyjskiego miasta Irbit, przyjętym w obecnej formie 21 czerwca 2001 roku przez radę miasta

## Opis
Flaga miasta Irbit to prostokątny materiał w proporcjach (szerokość do długości) – 3:5, podzielony na dwa poziome pasy. Oba pasy są równej szerokości i długości. Górny w barwie białej, dolny w barwie czerwonej. W górnym pasie umieszczony został krzyż świętego Andrzeja w kolorze błękitnym. W dolnym pasie znajdują się skrzyżowane ze sobą złoty kaduceusz, zwany też berłem Merkurego, tj. laska opleciona przez dwa węże, których łby zwrócone są ku sobie. Całość zakończona parą skrzydeł.

## Symbolika i historia
Flaga Irbitu jest w zasadzie przeniesieniem symbolu heraldycznego miasta z tarczy herbowej na flagę i niczym się od niego nie różni. Złoty kaduceusz jako m.in. symbol handlu ma podkreślać, że mieszkańcy Irbitu byli wyśmienitymi kupcami, a same miasto stanowiło ważny punkt handlowy na terenie państwa rosyjskiego. Krzyż świętego Andrzeja podkreśla wierność ludu irbickiego wobec Rosji. Został przyznany miastu przez cesarzową Katarzynę II za wierność okazaną w czasie Powstania Pugaczowa.
W czasach Imperium Rosyjskiego i Związku Radzieckiego Irbit nie posiadał oficjalnie ustanowionej flagi. W pierwszym okresie używano symboliki heraldycznej związanym z miastem, a w czasach sowieckich z ideologią komunistyczną. Po rozpadzie Związku Radzieckiego i transformacji jaka dokonała się w Federacji Rosyjskiej władze miasta postanowiły nadać Irbitowi herb. Stało się to 21 czerwca 2001 r., gdy przyjęto obecnie obowiązującą wersję. Jako spełniająca standardy weksylologiczne została ona zapisana w Państwowym heraldycznym rejestrze Federacji Rosyjskiej, gdzie otrzymała numer 780. Użycie flagi regulowane jest przez uchwałę rady miejskiej. Na jej podstawie flaga Irbitu musi nieustannie powiewać nad budynkami samorządowej administracji, a nad innymi budynkami władz w czasie świąt państwowych. W przypadku użycia wraz z flagą rosyjską, flaga miasta nie może być większa od flagi państwowej.